# Казахи
Каза́хи (каз. qazaqtar МФА: [qɑzɑq'tɑr]; од. qazaq МФА: [qɑ'zɑq]) — тюркський народ у Центральній Азії, в основному в Казахстані, а також у частинах Узбекистану, Китаю, Росії і Монголії. Казахи є нащадками тюркських (кипчаків, найманів, половців, ногайців, карлуків, канкалів, киятів, кераїтів, онгіратів, аргинів, мангитів, жалаірів, дулатів та інших), іранських племен (усунів, сарматів, масагетів, саків), які населяли територію між Сибіром і Чорним морем і залишалися в Центральній Азії.
Самоназва «Qazaqtar» (з твердим горловим «q») первісно означала вільних людей, саме так себе з XI—XII сторіч у Великому Степу ідентифікувало багато людей різного походження, мови і віри. Назва, яку використовують у світі стосовно казахів, запозичена з монгольських мов.

## Територія проживання і чисельність

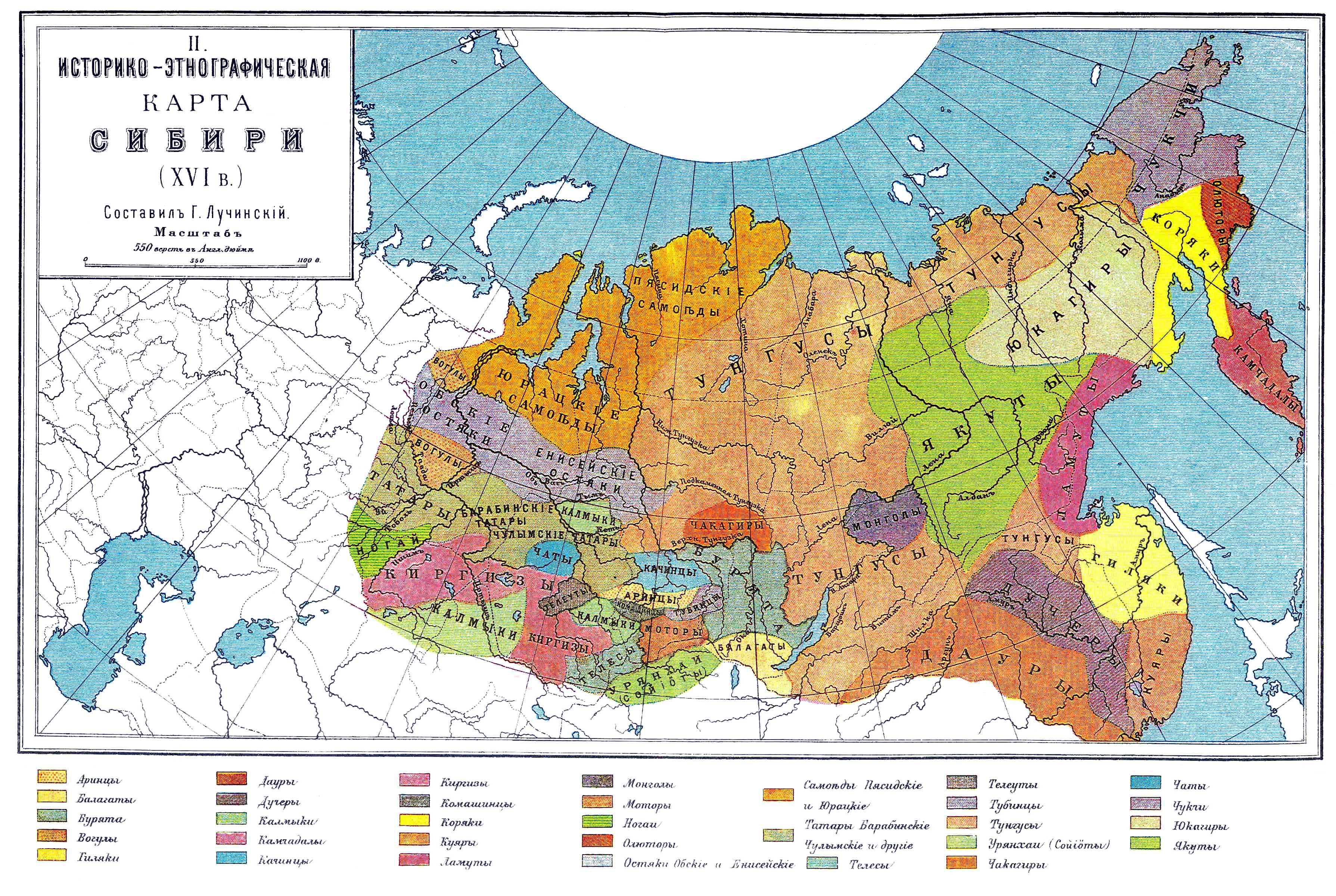
Розселення киргизів (казахів) у Сибіру у 16 сторіччі до приєднання Російською державою

Казахи — основне населення держави Казахстан, де їх чисельність за даними перепису населення 1999 року становить близько 8 млн осіб, або 53,4 % від усього населення країни.
За даними перепису населення 2009 року становить 10 096 763 осіб, або 63,07 % від усього населення країни.
Казахи мешкають також і в сусідніх Росії, Китаї, середньоазійських державах, зокрема, Туркменістані та Киргизстані.
За даними перепису населення 2003 року у Росії проживало 653 962 осіб казахської національності.
В Україні, згідно з переписом населення 2001 року проживало 5526 казахів, з яких як рідну казахську вказали 1041 особа (бл. 1/5 усіх казахів України), тоді як українську — 822 особи (бл. 1/7), решта головним чином російськомовні.
Загальна чисельність казахів в усьому світі становить понад 20 млн осіб.
Державна Програма Нурлы Кош для оралманів.

## Голодомор 1919—1922
Перший голод в Казахстані 1919-1922 років відбувся у сільських районах Казахської РСР. Трапилася масова загибель сільського населення Казахстану, переважну більшість якого становили казахи (1 млн осіб).

## Голодомор 1932—1933 років
Голод в Казахстані 1932-1933 років — голод в сільських районах Казахської РСР. Трапилася масова загибель сільського населення Казахстану, переважну більшість якого становили казахи (1,5 млн осіб) — 40 % населення казахів.

## Галерея

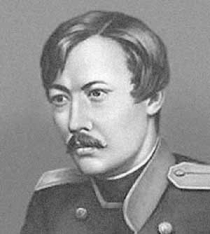
Казахський вчений і просвітитель Валіханов Чокан Чингізович
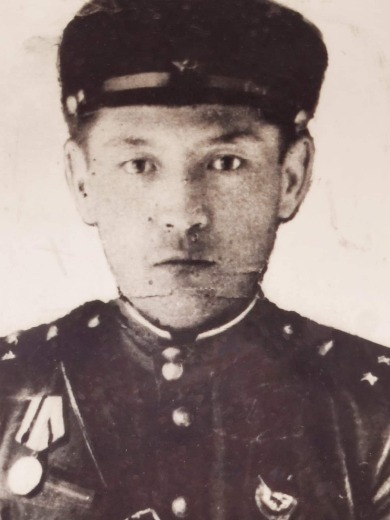
Єдиний казах - танковий комбриг Другої Світової Адільбеков Галій Адільбекович
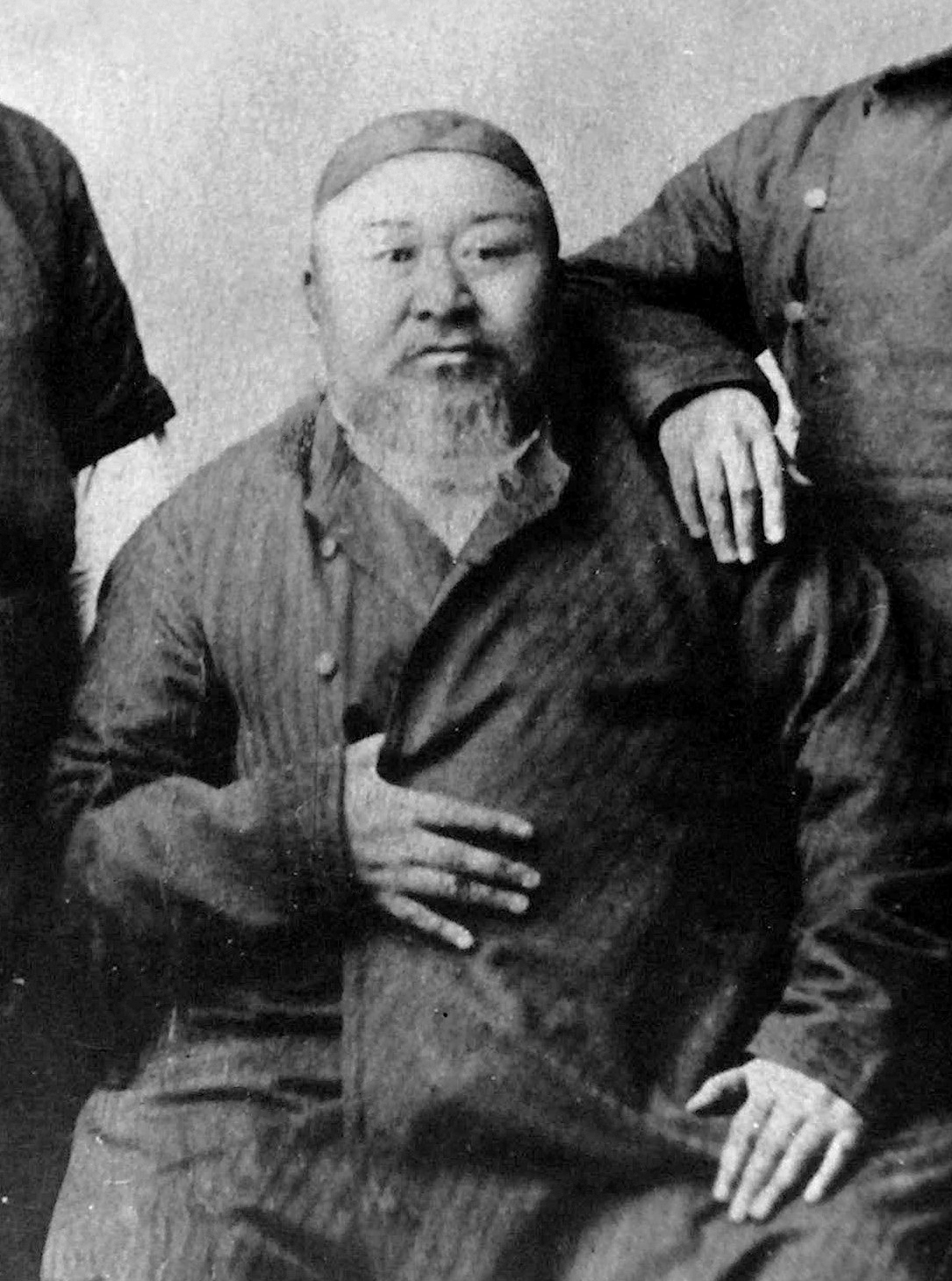
Абай Кунанбаєв
Бегельдінов Талгат Якубекович
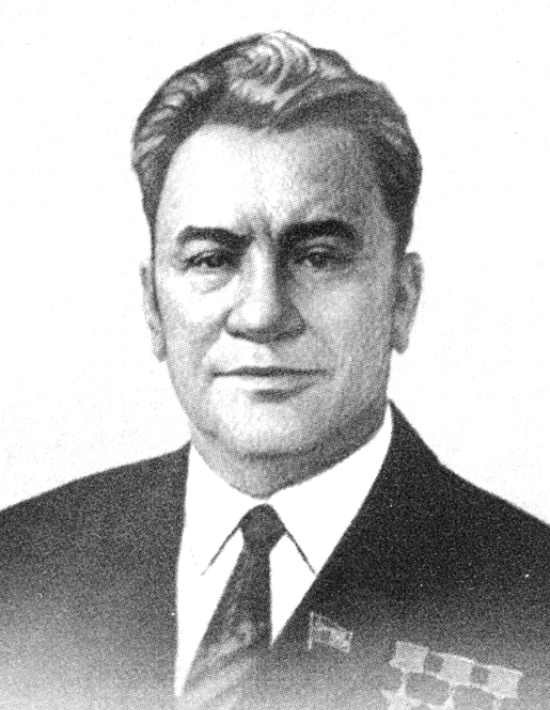
Кунаєв Дінмухамед Ахмедович
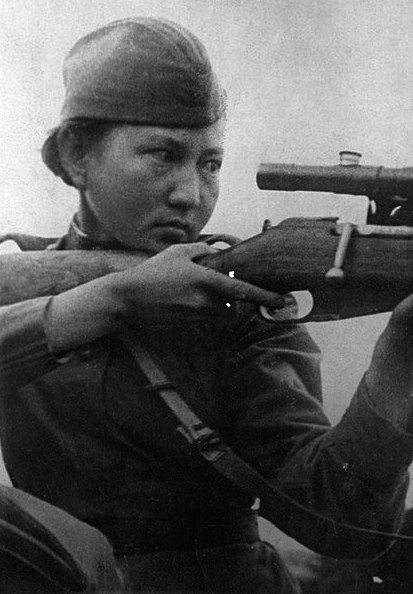
Молдагулова Алія Нурмухамбетовна
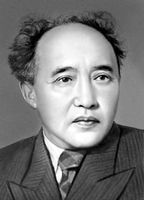
Ауезов Мухтар Омарханович
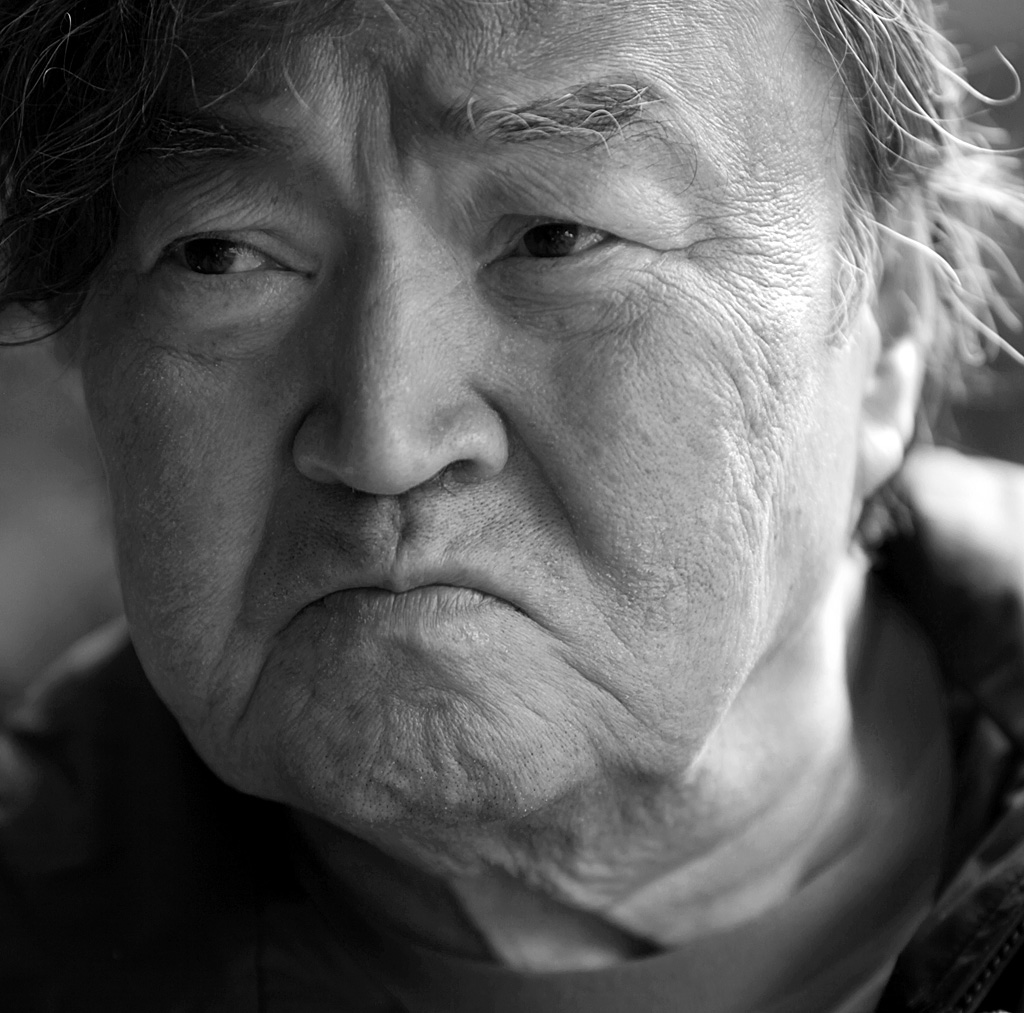
Сулейменов Олжас Омарович
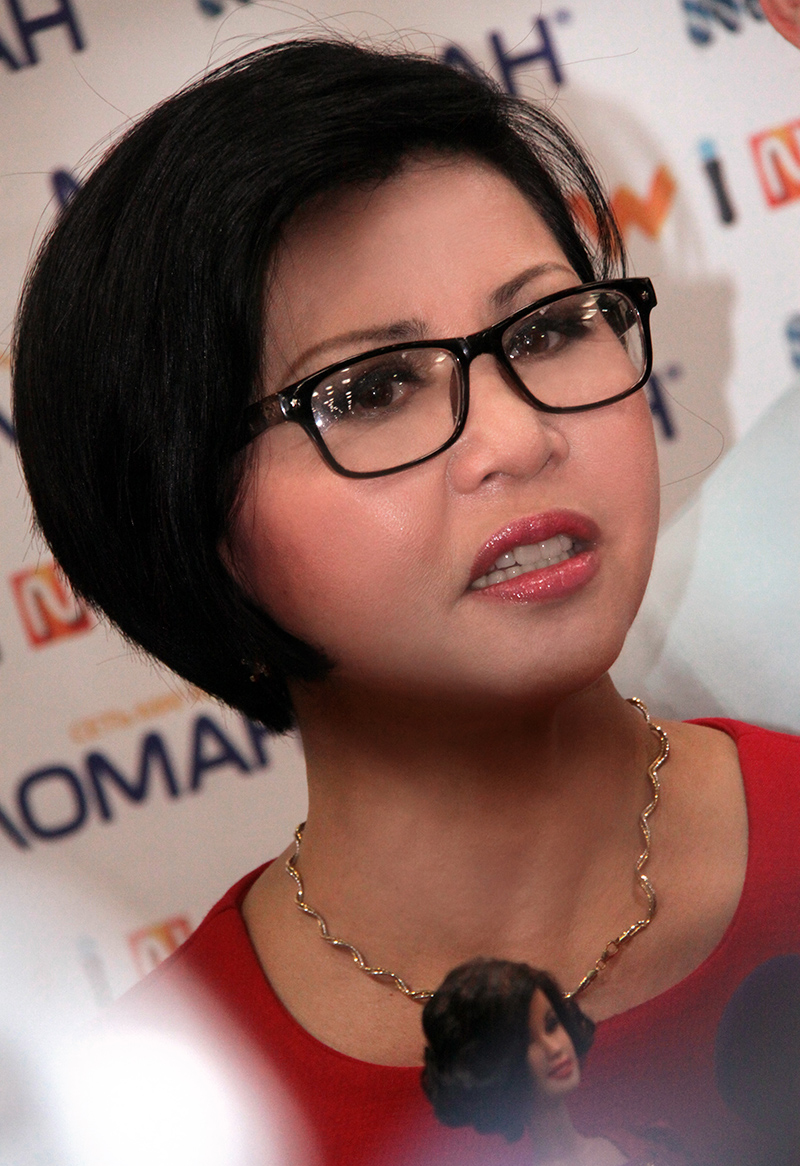
Казахська естрадна співачка Римбаєва Роза Куанишівна
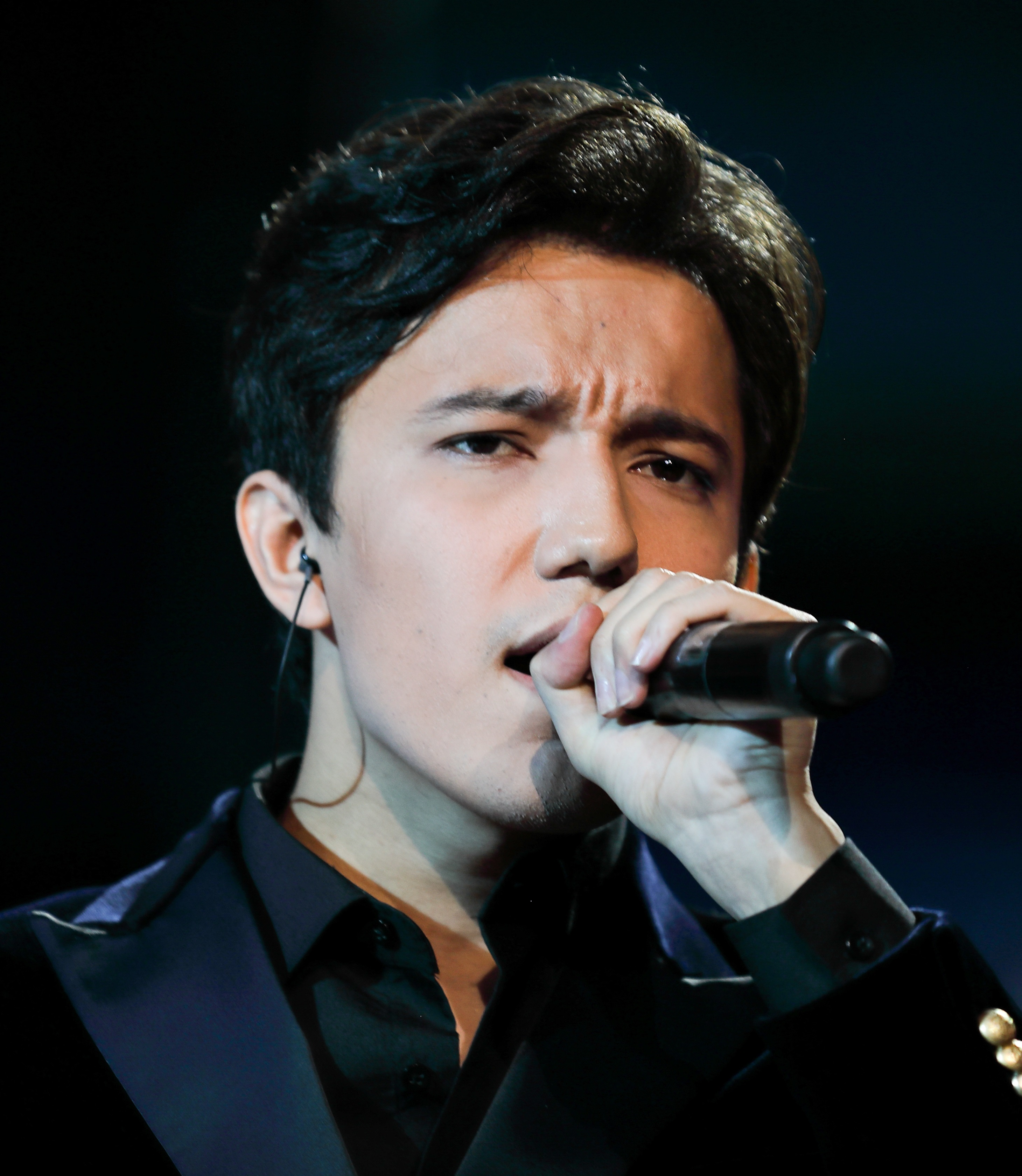
Казахський співак Кудайбергенов Дінмухамет Канатович
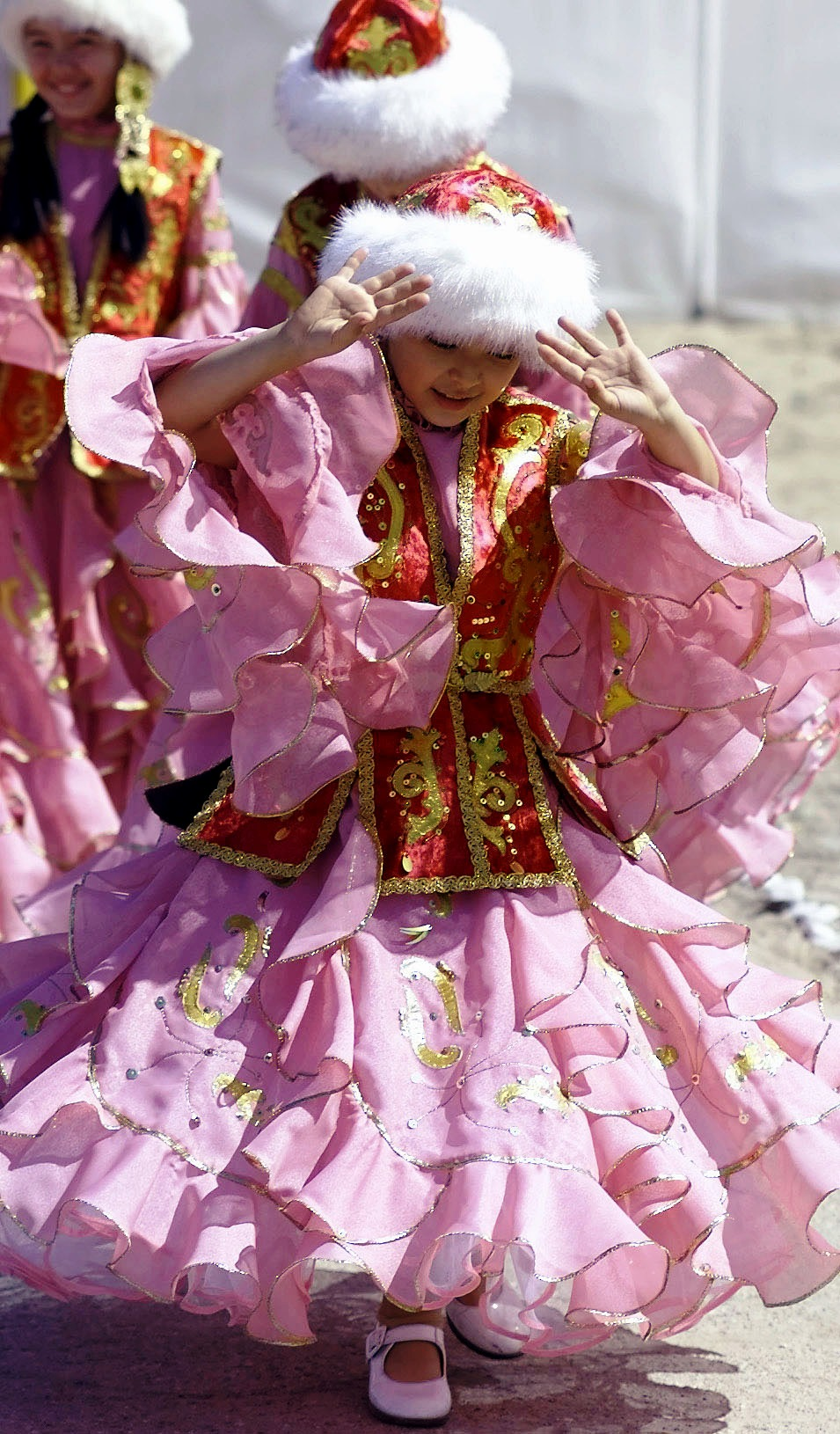
Казахські дівчатка у національних костюмах
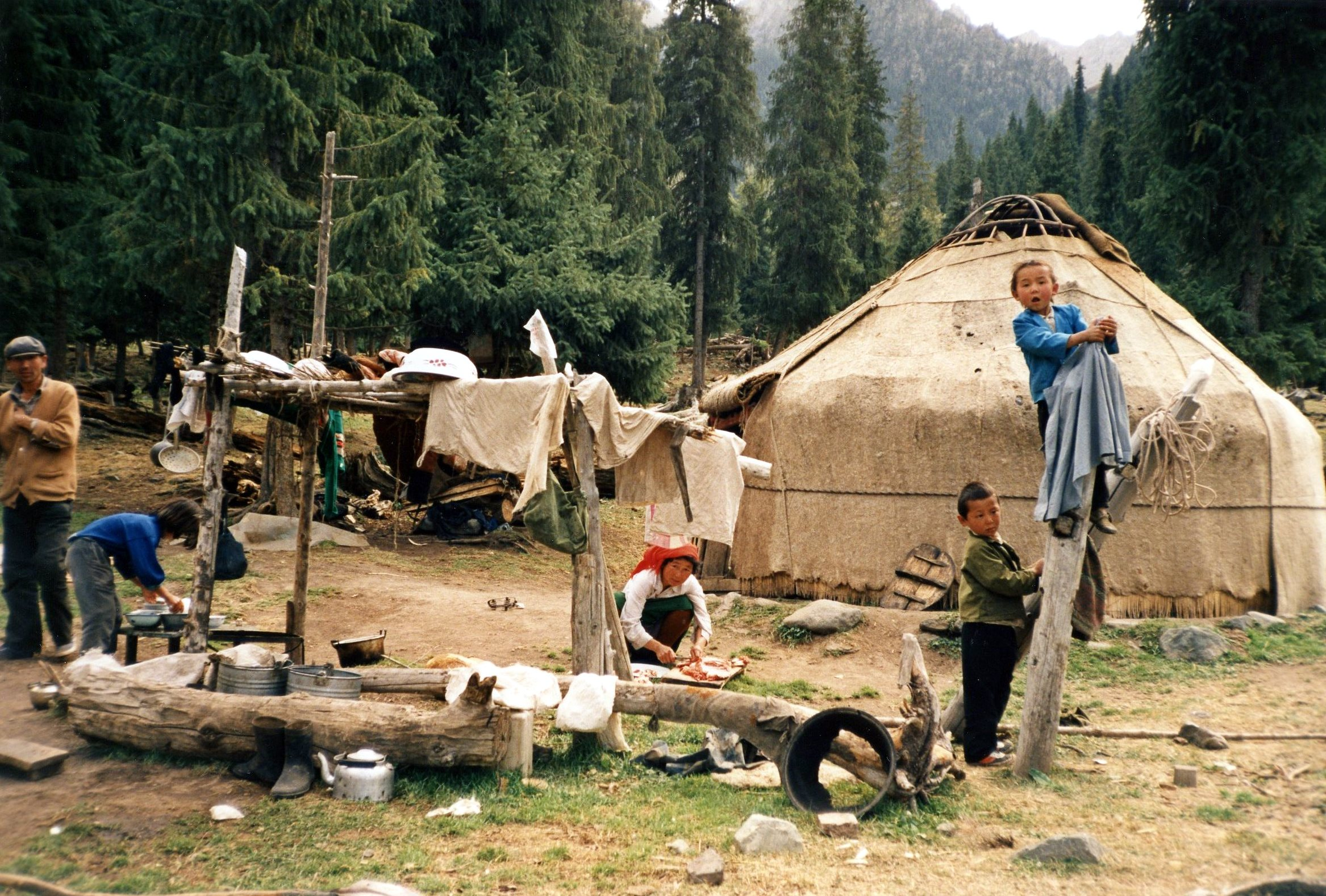
Представники казахської діаспори в Китай
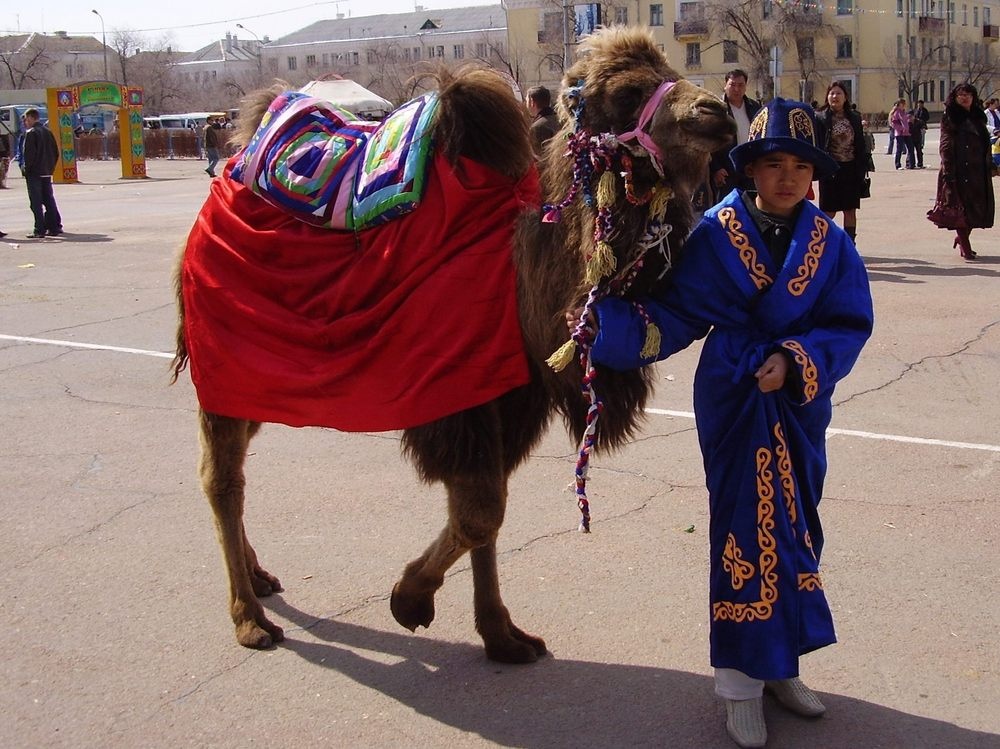
Казахський хлопчик у національному костюмі на святкуванні Науриза в Байконур
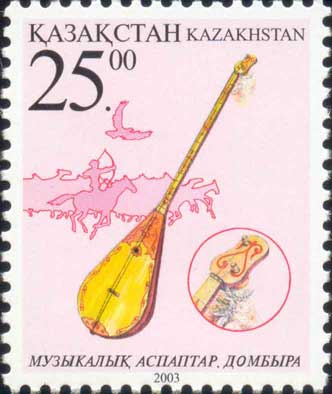
Домбра на поштовій марці Республіки Казахстан